# قلندر أباد بايين
قلندر أباد بايين (بالفارسية: قلندرآباد پایین) هي قرية تقع في قسم سلطانعلي الريفي في إيران. يقدر عدد سكانها بـ 747 نسمة .